# Transition (triathlon)
Pour les articles homonymes, voir Transition (homonymie).
La transition en triathlon et dans les sports enchainés dérivés de celui-ci, comme le duathlon ou l'aquathlon, est l'étape intermédiaire qui a lieu entre chaque discipline. Généralement notée « T1 » pour la transition — natation-vélo — et « T2 » pour la transition — vélo-course à pied — elle est une spécificité des sports enchainés, faisant partie du vocabulaire et des concepts propres à ce type de pratiques sportives. La transition consiste  à changer d'équipement pour commencer une nouvelle discipline en un temps minimum. Elle fait partie intégrante du temps global de la compétition et est considérée à ce titre comme la 4e discipline pour laquelle des entrainements spécifiques sont mis en œuvre afin d'en optimiser le rendement.

## Concept
Optimiser sa vitesse d’exécution est primordial sur les compétitions de courtes ou très courtes distances. Cette rapidité d’exécution est nettement moins cruciale lors d’épreuves longue ou très longue distance. En général sur toutes les compétitions, les triathlètes négligent rarement cette phase, quelles que soient les distances de l'épreuve. Le concept de transition est devenu, au fil du temps, la 4e discipline des compétitions de sports enchaînés de courtes distances notamment. Ce concept laisse apparaitre deux aspects qui doivent être retenus:
1. La capacité du corps à passer d'une discipline à une autre avec une demande d’adaptation à des contraintes physiologiques et biomécaniques différentes.
2. La logistique, qui doit prévoir le matériel et son organisation afin d'optimiser la rapidité de son exécution.

Pour optimiser ces deux aspects un entrainement régulier est pratiqué par les amateurs du triple effort. Les différentes pratiques de sport enchaîné, telles le duathlon ou l'aquathlon, malgré des variantes d'application, restent assujetties à ces aspects techniques et appliquent des méthodes d'entrainement propres aux enchaînements définis afin de réduire au minimum les temps transitionnels.

## Pratique

### Première transition (T1)
La transition entre natation-vélo, noté T1, commence au sortir de l'eau à la fin de l'épreuve de natation et voit les triathlètes rejoindre leur emplacement individuel dans l'aire de transition. La première difficulté biomécanique apparaît au sortir de l'eau, le passage d'une position horizontale assortie d'un effort important, à celui d'une position verticale peut provoquer de fort déséquilibre ainsi qu'une perte de lucidité due à la redistribution du sang dans le corps. Quelle que soit la technique de respiration choisie pour la partie natation, le triathlète se trouve au sortir de l'épreuve en état d'hypoventilation et doit retrouver des sensations de « respiration terrestre » avec des inspirations et expirations plus complètes.
Dans cette phase le triathlète se rend à son emplacement en courant le plus souvent où l'attend son matériel préalablement organisé pour l'épreuve cycliste. Il effectue cette transition pied nu tout en retirant partiellement la combinaison de natation qu'il utilise pour cette épreuve, selon la température de l'eau. Rendu à son emplacement, il achève le retrait de la combinaison et  s’équipe obligatoirement de son casque et de son matériel avant de prendre la direction de la ligne de montée, située en sortie du parc de transition. Il exécute cette phase de déplacement dans le parc obligatoirement à pied, en dirigeant son vélo à la main.

### Seconde transition  (T2)
La transition vélo-course à pied, noté T2, commence au retour de l'épreuve cycliste lorsque le triathlète va retirer les pieds de ses chaussures en continuant de rouler jusqu'à la descente de vélo. Celle-ci se fait le plus souvent de façon aérienne suivie du retour à la place attribuée dans l'aire de transition en courant. Cette seconde transition va créer aussi des difficultés biomécaniques dès lors qu'il faut solliciter l'organisme et les jambes en particulier autour d'un changement d'activité musculaire. Les triathlètes doivent passer d'un mouvement de pédalage circulaire à un enchaînement de foulées au sol, au niveau ventilatoire la course à pied enchaînée après le cyclisme se caractérise par une augmentation significative de la ventilation. La fatigue accumulée des épreuves précédentes s'ajoute à l'inconfort que génère ce changement de locomotion. La recherche de l'optimisation du temps de transition est la même que pour le T1. L’enchaînement et la maîtrise des gestes de changement d'équipement permettent aux compétiteurs de gagner des secondes qui peuvent se révéler précieuses en fin de course.

## Matériels
L'utilisation de tenue de sport tri-fonction, ainsi qu'un équipement minimaliste sans gants ni chaussettes, permet sur des compétitions courtes un gain de temps lors des transitions. La montée sur le vélo pour les compétiteurs de haut niveau est le plus souvent aérienne, technique souvent utilisée en cyclo-cross consistant à sauter sur le vélo en déplacement. Les triathlètes  se déplacent pieds nus dans l'aire de transition, les chaussures, souvent des modèles spécifiques au triathlon avec un serrage unique par velcros, sont clipsées sur le vélo et maintenues à l'horizontale par des élastiques. Pour les compétitions de longues et très longues distances, les transitions sont moins rapides en raison de la nécessité pour les compétiteurs d'adopter un équipement plus complet et confortable dû à la durée globale de l'épreuve.

## En images

Transition la 4e discipline
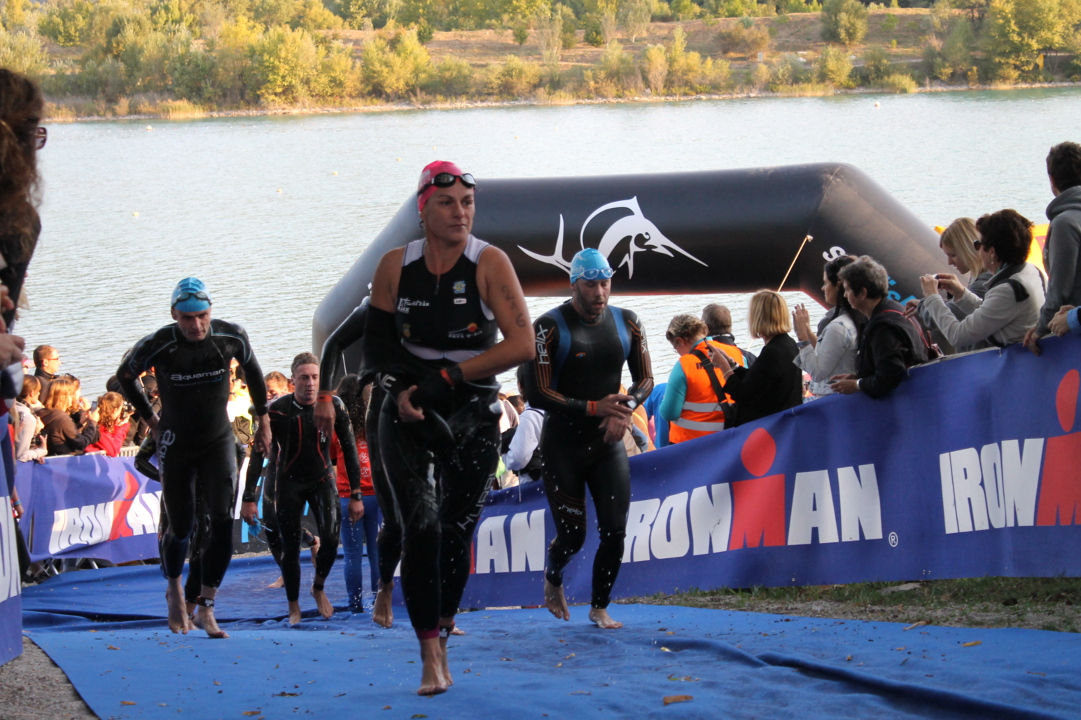
T1 sortie d'eau.
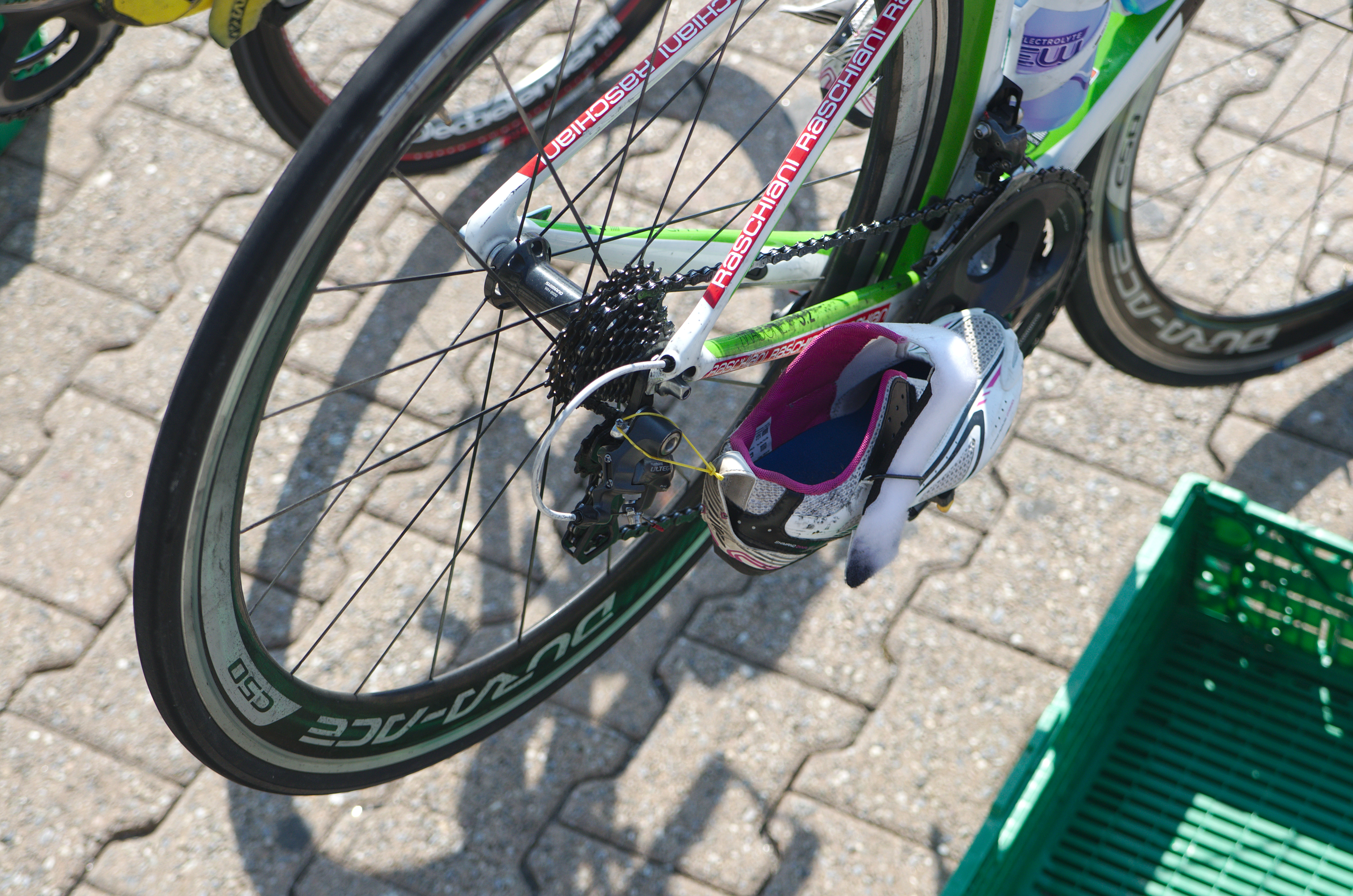
Chaussures clipsées sur le vélo
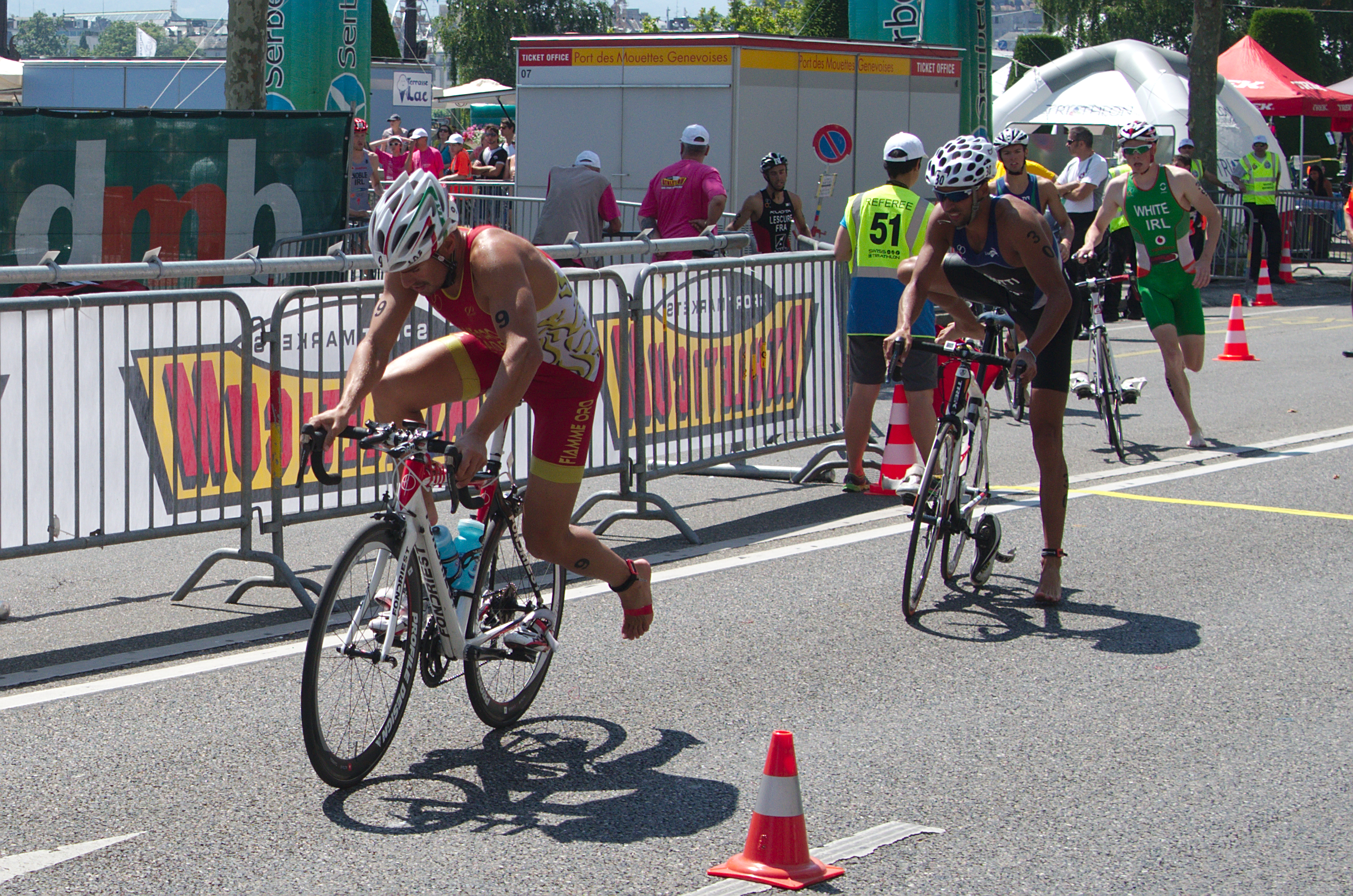
T1 Sortie de l'aire de transition, montée « aérienne».
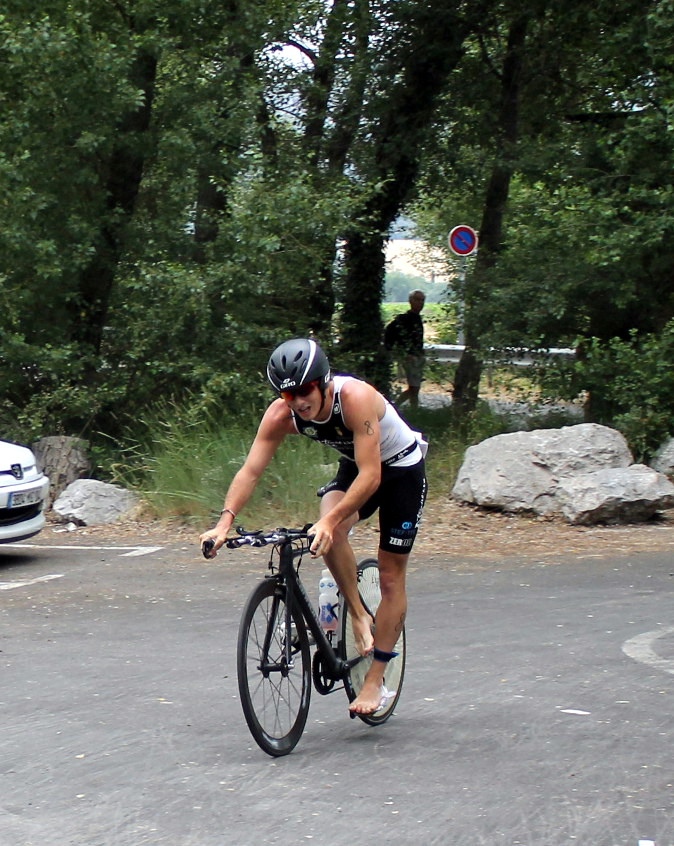
Transition 2 sortie « aérienne » 1.
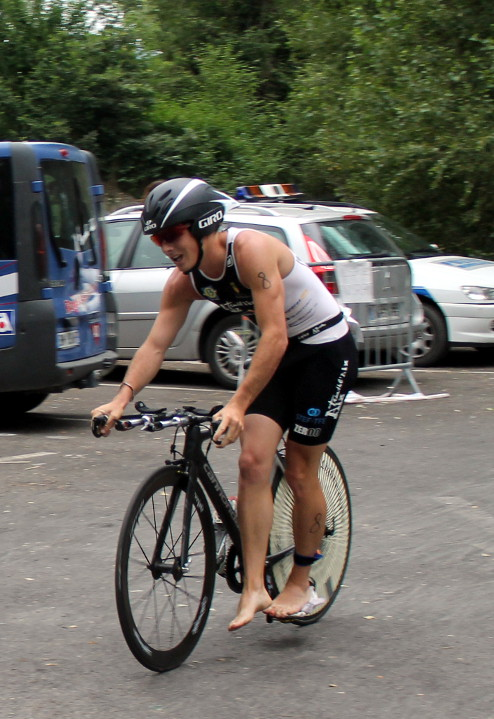
Transition 2 sortie « aérienne » 2.
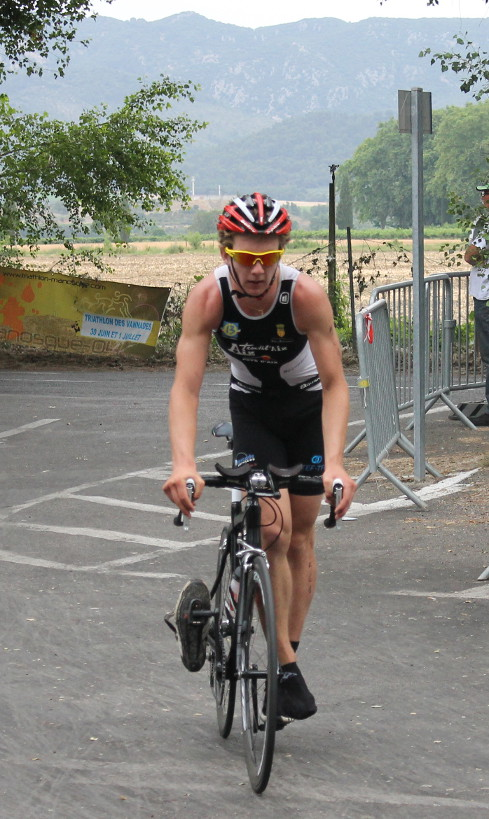
Transition 2 sortie « aérienne » 3.